# Volo Northwest Orient Airlines 2501
Il volo Northwest Orient Airlines 2501 era un Douglas DC-4 a pistoni che operava il suo servizio transcontinentale quotidiano tra New York e Seattle quando scomparve la notte del 23 giugno 1950. Il volo trasportava 55 passeggeri e tre membri dell'equipaggio; la perdita di tutti i 58 a bordo lo rese il più mortale incidente aereo commerciale in America dell'epoca.

## l'incidente
L'aereo si trovava a circa 3.500 piedi (1.100 m) sopra il lago Michigan, 18 miglia (29 km) a nord-nordovest di Benton Harbor, quando i controllori di volo persero il contatto radio subito dopo che il pilota aveva richiesto una discesa a 2.500 piedi (760 metri). I testimoni dissero di aver sentito un rumore di motori e un lampo di luce dopo l'ultima trasmissione radio. Fu avviata un'ampia ricerca che includeva l'uso del sonar e il dragaggio del fondo del lago Michigan con i pescherecci da traino, ma senza alcun risultato. Molti detriti leggeri, tappezzeria e frammenti di corpi umani vennero ritrovati a galleggiare sulla superficie, ma i subacquei non furono in grado di individuare il relitto dell'aereo.

## La causa
È noto che il volo 2501 stava entrando in una zona burrascosa e con forti turbolenze, ma poiché il relitto dell'aereo non è mai stato ritrovato sott'acqua, non si poté determinare la causa dell'incidente. È stata effettuata una simulazione delle possibili condizioni meteorologiche durante l'evento. L'incidente è stato riportato come segue:
(The New York Times, Milwaukee, 25 giugno 1950)

## Conseguenze
L'aereo di linea scomparso è oggetto di una ricerca annuale da parte della Michigan Shipwreck Research Associates (MSRA), un'organizzazione senza scopo di lucro con sede nel Michigan. Le spedizioni di ricerca sono iniziate nel 2004 come una joint venture tra l'autore ed esploratore Clive Cussler e la MSRA. Cussler smise di parteciparvi personalmente nel 2013, ma mandò il suo operatore sonar a scansione laterale nel Michigan nel 2015, 2016 e 2017 per seguire alcune piste scoperte dalla MSRA.
Nel settembre 2008, l'affiliato della MSRA Chriss Lyon, indagando sullo schianto del volo 2501, scoprì una tomba anonima contenente i resti di alcune delle 58 vittime. Valerie van Heest, co-direttore di MSRA e autrice del libro Fatal Crossing, afferma che i resti umani dello schianto del giugno 1950 nel lago Michigan si erano arenati ed erano stati sepolti in una fossa comune. Sostiene che erano stati sotterrati in un cimitero della zona di St. Joseph senza che le famiglie delle vittime ne fossero a conoscenza, e la tomba non era mai stata contrassegnata. In una cerimonia del 2008 al cimitero con 58 membri delle famiglie del volo 2501, collocarono una grande lapide di granito nero, donata dalla Filbrandt Family Funeral Home, nel cimitero di Riverview che ora elenca i nomi dei 58 dispersi e le parole "In Memoria del volo Northwest 2501, 23 giugno 1950. Perduto ma mai dimenticato."
Nel 2015 si scoprì un altro luogo di sepoltura di massa al Lakeview Cemetery a South Haven. Il sito era rimasto anonimo a lungo, fino a quando il sagrestano del cimitero Mary Ann Frazier e sua madre, Beverly Smith, che lavoravano a un progetto di genealogia, lo trovarono. Le donne contattarono van Heest e insieme pianificarono un servizio commemorativo prima del 65º anniversario. Filbrandt organizzò il servizio, guidato dal pastore Robert Linstrom. La St. Joe Monument Works donò una lapide per la tomba, consegnata al cimitero pochi giorni prima del 65º anniversario dello schianto. Mercoledì 24 giugno 2015 si tenne un servizio commemorativo presso la tomba. Il sindaco di South Haven Robert Burr, insieme a Craig Rich dell'MSRA, lesse tutti i nomi delle 58 vittime. Dopo la lettura di ogni nome veniva suonato un campanello.
L'incidente è stato descritto in un episodio del programma Expedition Unknown di Discovery Channel (stagione 8, episodio 2), andato in onda il 12 febbraio 2020.